# Alseodaphne nigrescens
Alseodaphne nigrescens är en lagerväxtart som först beskrevs av James Sykes Gamble, och fick sitt nu gällande namn av Kostermans. Alseodaphne nigrescens ingår i släktet Alseodaphne och familjen lagerväxter. Inga underarter finns listade i Catalogue of Life.